# Sarah McLachlan
Sarah McLachlan   (Halifax, 28 de gener de 1968) és una cantant i compositora canadenca coneguda per fundar Lilith Fair, un tour de Cantants femenines a finals dels anys 90 (1997 - 1999).

## Biografia
Sarah McLachlan va néixer i va ser adoptada en Halifax, Nova Escòcia, Canadà. De nina, va rebre classes de cant i va estudiar piano i guitarra clàssica. Quan tenia 17 anys, sent encara estudiant del Queen Elizabeth High School, va liderar una efímera banda de rock anomenada The October Game. La seva anuari de l'institut preconitzava que "estava destinada a ser una famosa estrella del rock".
Després del seu primer concert amb The octub Game, a la Universitat de Dallhousie, la discogràfica independent Nettwerk ubicada a Vancouver, li va oferir a Sarah un contracte per gravar un disc. Els seus pares la van convèncer que acabés els seus estudis a la Nova Scotia College of Art and Design abans d'embarcar en la seva nova vida com a artista musical. Dos anys després, quan va signar el contracte amb la discogràfica Nettwerk, encara no havia escrit ni una sola cançó.
En signar el contracte, McLachlan va haver de traslladar a Vancouver, a la Colúmbia Britànica. Allà va gravar el seu primer àlbum titulat Touch, a 1988, el qual va rebre el beneplàcit de la crítica, i un èxit comercial immediat, que incloïa el senzill Vox. A 1991 edita un nou àlbum titulat "Solace", que va generar tot un corrent musical al Canadà, gràcies a senzills com "The Path of Thorns (Terms) " i " Into the Fire".
El disc de 1993, Fumbling Towards Ectasy, es va convertir immediatament en un èxit tremend al Canadà. Per la seva connexió amb Nettwerk, la seva versió de piano de la cançó "Possession" va ser inclosa en la primera Banda Sonora Original de la sèrie de televisió Due Southa 1996. En els següents dos anys Sarah va aconseguir fama internacional gràcies a "Fumbling Towards Ectasy", escalant en les llistes musicals de diversos països i preparant el camí per al seu disc Surfacing de 1997, amb el qual va debutar en el més alt de les llistes internacionals i que va suposar el començament del tour Lilith Fair. El tour Lilith Fair, va congregar al voltant de 2 milions de persones (en total) en els seus tres anys d'història, i va recaptar al voltant de 7 milions de dòlars destinats a obres de caritat i donacions. Va ser un dels festivals musicals femenins més famosos de la història de la música, i va ajudar a llançar la carrera de diverses artistes femenines.
Mitjans impresos i televisius com Rolling Stone, Time i Entertainment Weekly han tractat en profunditat el perfil de Sarah amb el transcurs dels anys.
Va obtenir a 1998 el Premi Visionari d'Elizabeth Cady Stanton, per promoure les carreres musicals a les dones.
El 1997, es va casar amb Aswin Sood, en Negril, Jamaica. Aquest mateix any va intervenir en el Concert benèfic de la Colúmbia Britànica per a la fundació del Càncer l'any 2002 en memòria de Michele Bourbonnais, víctima de la malaltia, participant al costat d'altres artistes canadencs com Bryan Adams, Jann Arden, Barenaked Ladies i Chantal Kreviazuk.
Retornar a la vida pública ia un tour mundial amb el llançament de l'àlbum Afterglow en 2003, encara que no planeja ressuscitar el Lilith Fair.
Coneguda pel so emocional dels seus balades, les seves cançons més populars són: "Àngel", "Building a Mystery", "Adia", "Possession", "I Will Remember You", "Into the Fire" i "Sweet Surrender". El seu àlbum més venut fins ara és Surfacing, pel qual va guanyar diversos premis Grammy i quatre Premis Juno (l'equivalent canadenc dels Grammys). També ha rebut diversos premis pels seus esforços en l'organització i el llançament de Lilith Fair. El 1999 va ser nomenada Oficial de l'Orde del Canadà, per l'èxit de la seva carrera, el seu paper en Lilith Fair, i les seves donacions d'albergs de dones al voltant de tot Canadà. McLachlan també va fundar un programa que facilita l'accés a l'estudi musical per als nens a Vancouver. En el 2001 va ser guardonada amb l'Ordre de la Colúmbia Britànica.
Quan començava l'enregistrament d'un nou disc, va perdre la seva mare el desembre del 2001, quan Sarah estava embarassada. Va donar a llum una nena a la qual va anomenar Índia Ann el 6 d'abril del 2002 a Vancouver, en aquell moment, Sarah ja havia completat tres quartes parts de la producció de Afterglow. Al maig del 2002, el seu duet amb Bryan Adams va ser inclòs en la banda sonora de Spirit: El cavall indomable on va cantar i tocar el piano en la cançó "Don't Let Go" amb Ashwin Sood a la bateria.
A principis del 2005, McLachlan va formar part de la telemarató d'estrelles organitzat per la cadena de televisió nord-americana NBC per recaptar fons per als damnificats pel Tsunami asiàtic. El 29 de gener Sarah va ser l'artista principal d'un concert benèfic a Vancouver juntament amb altres superestrelles de la música canadenca, com Avril Lavigne i el seu amic Bryan Adams. L'espectacle va comptar amb la interpretació de la "Agrupació Coral i de Percussió de nens Sarah McLachlan" del programa d'ajuda que ella mateixa va fundar. El concert va ser titulat: One World: Concert for Tsunami Relief (Un Sol Món: Concert per als supervivents del Tsunami), es van recaptar aproximadament 3,6 milions de dòlars per a aquesta causa.
El 2 de juliol del 2005, Sara McLachlan participar en un dels concerts Live 8, en Filadèlfia, on va interpretar el senzill "Angel" amb Josh Groban. Aquests concerts es van efectuar simultàniament en vuit grans ciutats al voltant del món, per coincidir amb la reunió de l'organització de països més rics del planeta o G8, per pressionar els líders d'aquests països a combatre la pobresa en Àfrica, incrementant l'ajuda internacional.

## Discografia

### Senzills
- Vox (1988)
- Steaming (1990)
- The Path of Thorns (1991)
- Into the Fire (1991)
- Drawn to the Rhythm (1992)
- Possession (1993)
- Hold On (1994)
- Good Enough (1994)
- I Will Remember You (1995)
- Building a Mystery (1997)
- Silence (1997) - Delerium juntament amb Sarah McLachlan
- Sweet Surrender (1998)
- Adia (1998)
- Angel (1999)
- Fallen (2003)
- Stupid (2004)
- World on Fire (2004)
- Time After Time (Cyndi Lauper i Sarah McLachlan) (2005)
- Push (live) (2005)
- Pills (2005) - The Perishers juntament amb Sarah McLachlan
- River (2006)

### Bandes sonores originals
- Mad About You sèrie de TV (1992) cançó "Ice Cream"
- La Femme Nikita sèrie de TV (2000) cançó "I Love You"
- Due South sèrie de TV (1994) cançó "Possession" versió piano
- Due South Volume 2 sèrie de TV (1995) cançó "Song for a Winter's Night"
- Moll Flanders (1996) cançó "Full of Grace"
- Buffy the Vampire Slayer sèrie de TV (1997) "Full of Grace", capítol 22 de la segona temporada," La transformació II part"
- Felicity sèrie de TV (1998) cançó "Angel"
- Dawson's Creek sèrie de TV (1998) cançó "Angel"
- City of Angels (1998) cançó "Angel"
- Brokedown Palace (1999) "Silence" ft. Delerium
- Toy Story 2 (1999) cançó "When She Loved Me"
- Message in a Bottle (1999) "I Love You"
- Forces Of Nature (1999) "Fear"
- Àlies sèrie de TV "In the Arms of the Angel" Capítol 4 primera temporada "A Broken Heart" (2001)
- I am Sam interpreta la cançó Blackbird (versió original dels Beatles) (2001)
- Spirit: Stallion of the Cimarron (2002) cançó "Don't Let Go", col·laborant amb Bryan Adams
- Àlies sèrie de TV "Dirty Little Song" Capítol 2 temporada 5 "Prophet 5" (2005)
- Charlotte's Web (2006) cançó "Ordinary Miracle"
- ER (2006) cançó "River", capítol 11 temporada 13 "city of mercy"
- Bones sèrie de TV cançó "Bring on the wonder" a l'episodi 3 de la segona temporada "The Boy in the Shroud" (2006)
- Lucky Ones (2008) "I Will Remember You"
- Cold Case sèrie de TV (2005) 2 ° temporada episodi 15 "Wishing" cançó "Fear", 3 ° Temporada episodi 2 "The Promise" cançó "Fallin", episodi 7 "Start-up" cançó "Sweet Surrender", (2007) 4 ° Temporada episodi 18 "A Dollar, A Dream" cançons "Witness" i "Angel"

### Àlbums
- Touch (1988, llançant el 1989) - # 132 Estats Units d'Amèrica - Or
- Solace (1991) - # 167 Estats Units d'Amèrica - Or
- Live EP (1992)
- Fumbling Towards Ecstasy (1993) - # 50 Estats Units d'Amèrica - 3x Platí
- The Freedom Sessions (1994) - # 78 Estats Units - Or; + material CD-ROM
- Rarities, B-Sides and Other Stuff (1996)
- Surfacing (1997) - # 2 Estats Units d'Amèrica - 8x Platí
- Mirrorball (1999) - # 3 Estats Units d'Amèrica - 3x Platí
- Remixed (2001)
- Afterglow (2003) - # 2 Estats Units d'Amèrica - 2x Platí
- Live Acoustic (2004)
- Afterglow Live (2004) - + àudio CD plus DVD. - # 107 Estats Units
- Bloom: Remix Album (2005)
- Wintersong (2006)
- Rarities, B-Sides and Other Stuff 2 (2008)
- Laws of Illusion (2010)

## Guardons
Nominacions
- 2007: Grammy al millor àlbum de pop vocal tradicional
- 2018: Grammy al millor àlbum de pop vocal tradicional